# وقتی هری سالی را دید…
وقتی هری سالی را دید… (وقتی هری با سالی آشنا شد) (انگلیسی: When Harry Met Sally...) فیلمی آمریکایی در ژانر کمدی رمانتیک محصول سال ۱۹۸۹ به کارگردانی راب راینر و نویسندگی نورا افران است. این فیلم با بازی بیلی کریستال، مگ رایان، کری فیشر و برونو کربی، داستان دو شخصیت اصلی را از نخستین دیدارشان در شیکاگو و سفر مشترکشان به نیویورک دنبال می‌کند و طی دوازده سال برخوردهای اتفاقی در این شهر، به پرسشی می‌پردازد: «آیا زن و مرد می‌توانند فقط دوست باشند؟»
ایده‌های فیلم پس از طلاق راب راینر و پنی مارشال شکل گرفت. گفت‌وگویی که افران با راینر انجام داد، پایهٔ شخصیت «هری» شد و شخصیت «سالی» نیز بر اساس خود افران و برخی دوستانش طراحی شد. کریستال به پروژه پیوست و پیشنهاداتی برای فیلمنامه ارائه داد. ساختار فیلم را افران فراهم کرد و بسیاری از دیالوگ‌ها از دوستی واقعی میان راینر و کریستال الهام گرفته بود. موسیقی متن فیلم از آثار هری کانیک جونیور انتخاب شد که همراه با بند بزرگ و تنظیم‌های مارک شایمن اجرا شد. کانیک برای این موسیقی جایزهٔ گرمی برای بهترین اجرای جاز مرد را دریافت کرد.
کلمبیا پیکچرز فیلم را ابتدا در چند شهر به نمایش گذاشت تا با بازاریابی دهان‌به‌دهان علاقه ایجاد کند، و سپس اکران آن را گسترش داد. این فیلم در آمریکای شمالی ۹۲٫۸ میلیون دلار فروش داشت و با تحسین منتقدان روبه‌رو شد. افران برای فیلمنامه‌اش نامزد اسکار، جایزه بفتا و جایزه انجمن نویسندگان آمریکا شد. فیلم در رتبهٔ ۲۳ فهرست ۱۰۰ خندهٔ برتر موسسه فیلم آمریکا و رتبهٔ ۶۰ فهرست «۱۰۰ فیلم خنده‌دار» براوو (شبکه تلویزیونی آمریکا) قرار دارد. در اوایل سال ۲۰۰۴، این فیلم با بازی لوک پری و آلیسون هانیگان به‌صورت نمایش صحنه‌ای درآمد. در سال ۲۰۲۲، این فیلم به‌دلیل «اهمیت فرهنگی، تاریخی یا زیبایی‌شناختی» در فهرست ملی ثبت فیلم آمریکا توسط کتابخانه کنگره ثبت شد.

## داستان
در سال ۱۹۷۷، هری برنز و سالی آلبرایت از دانشگاه شیکاگو فارغ‌التحصیل می‌شوند. هری با دوست سالی، آماندا ریس، در رابطه است و این باعث می‌شود که هری و سالی برای رفتن به نیویورک هم‌سفر شوند. سالی برای ادامهٔ تحصیل در مدرسهٔ روزنامه‌نگاری به آن‌جا می‌رود و هری نیز شغلی در انتظار دارد.
در مسیر، آن‌ها دربارهٔ دیدگاه‌های متفاوتشان دربارهٔ روابط عاشقانه گفت‌وگو می‌کنند؛ سالی با نظر هری مبنی بر اینکه مرد و زن نمی‌توانند فقط دوست باشند چون "پای رابطهٔ جنسی وسط می‌آید"، مخالفت می‌کند. آن‌ها در یک رستوران توقف می‌کنند و وقتی هری به سالی می‌گوید که بسیار جذاب است، او با عصبانیت او را متهم به اظهار علاقه می‌کند. در نیویورک از هم جدا می‌شوند، بی‌آن‌که قصد داشته باشند دوباره یکدیگر را ببینند.
پنج سال بعد، در سال ۱۹۸۲، آن‌ها در یک پرواز دوباره همدیگر را می‌بینند. سالی با همسایهٔ هری، جو، در رابطه است و هری نیز با هلن نامزد کرده‌است، که این برای سالی عجیب است چون آن را برخلاف روحیهٔ بدبینانهٔ هری می‌داند. هری پیشنهاد دوستی می‌دهد و ناچار می‌شود دیدگاه قبلی‌اش دربارهٔ دوستی مرد و زن را تعدیل کند. آن‌ها دوباره جدا می‌شوند و تصمیم می‌گیرند دوست نباشند.
پنج سال بعد، در سال ۱۹۸۷، هری و سالی در یک کتاب‌فروشی با هم روبه‌رو می‌شوند. آن‌ها با هم قهوه می‌نوشند و دربارهٔ روابط گذشته‌شان حرف می‌زنند؛ سالی از جو جدا شده و هلن نیز هری را برای مرد دیگری ترک کرده‌است. آن‌ها تصمیم می‌گیرند با هم دوست باشند و تماس‌های شبانه، شام و گفت‌وگوهایی دربارهٔ زندگی عاطفی‌شان را آغاز می‌کنند.
در یک مهمانی شب سال نو، آن‌ها نسبت به هم احساس علاقه پیدا می‌کنند و بوسه‌ای خجل‌کننده رد و بدل می‌کنند. آن‌ها همچنان دوست باقی می‌مانند و دوستان نزدیکشان، ماری و جِس، را به هم معرفی می‌کنند. اما در همان دیدار اول، ماری و جس به هم دل می‌بازند و مدتی بعد نامزد می‌کنند.
شبی، سالی با گریه با هری تماس می‌گیرد تا بگوید جو قرار است ازدواج کند. هری برای دلداری به آپارتمان سالی می‌رود و آن دو با هم رابطه برقرار می‌کنند. صبح روز بعد، هری با احساس ناراحتی و پشیمانی می‌رود. رابطهٔ دوستانه‌شان سرد می‌شود تا اینکه در جشن ازدواج جس و ماری با هم جر و بحث می‌کنند. هری تلاش می‌کند رابطه‌شان را ترمیم کند، اما سالی معتقد است دیگر نمی‌توانند دوست باشند.
در مهمانی شب سال نو ۱۹۸۸، سالی با جس و ماری است و دلتنگ هری شده. هری در خانه مانده و برنامه سال نو دیک کلارک را تماشا می‌کند. پیش از نیمه‌شب، هری در خیابان‌ها قدم می‌زند. درست زمانی که سالی در آستانهٔ ترک مهمانی است، هری ظاهر می‌شود و عشقش را به او ابراز می‌کند. سالی ابتدا می‌گوید که او تنها به‌دلیل احساس تنهایی آمده، اما هری فهرستی از دلایل علاقه‌اش را بیان می‌کند. سه ماه بعد، هری و سالی ازدواج می‌کنند؛ دقیقاً ۱۲ سال و سه ماه پس از نخستین دیدارشان.
در طول فیلم، چندین قطعهٔ کوتاه از زوج‌های سالخورده نشان داده می‌شود که دربارهٔ چگونگی آشنایی‌شان حرف می‌زنند. این داستان‌های واقعی را نورا افران گردآوری کرده و بازیگران آن‌ها را بازآفرینی می‌کنند. زوج آخر پیش از تیتراژ پایانی، خود هری و سالی هستند.